# 韋謝利庫特 (卡贊卡區)
47°35′53″N 32°52′45″E / 47.59806°N 32.87917°E
韋謝利庫特（烏克蘭語：Веселий Кут），是烏克蘭南部的村莊，隸屬尼古拉耶夫州的巴什坦卡區。該村面積0.21平方公里，海拔高度71米，2001年人口3，人口密度每平方公里14.3人。